# Valera (Texas)
Valera es un lugar designado por el censo ubicado en el condado de Coleman en el estado estadounidense de Texas. En el Censo de 2020 tenía una población de 94 habitantes y una densidad poblacional de 167,86 habitantes por km². Fue incluido como CDP en el censo de 2020.

## Geografía
Valera se encuentra ubicado en las coordenadas 26°4′23″N 97°38′3″O / 26.07306, -97.63417. Según la Oficina del Censo de los Estados Unidos,  tiene una superficie total de 0,56 km², todos correspondientes a tierra firme.